# جمال الدين بن إياز

صفحة من مخطوطة كتاب "قواعد المطارحة" لابن إياز، النسخة محفوظة في مكتبة ولي الدين بتركيا، الناسخ: علي بن صخر العلوي الحسني.

جمال الدين أبو محمد الحسين بن بدر بن إياز بن عبد الله البغدادي (؟ - 681هـ)، يُعرف اختصاراً بابن إياز، هو نحويٌّ من بغداد، ومن أشهر نحاة عصره، يعدُّه المؤرخون من نحاة المدرسة البغدادية المتأخِّرين.

## سيرته
اسمه الأصلي هو الحسين بن بدر بن إياز بن عبد الله، غير أنَّ الفيروزآبادي يجعله الحسين بن بدر بن أبان، وهو في هذا يُخالف السواد الأعظم من المؤرخين. نشأَ ابن إياز في بغداد، وفيها تلقَّى تعليمه، وأخذ النَّحو عن علمائها، واشتغل بعد ذلك في الجامعة المستنصرية، ذاع صيته خلال هذه الفترة حتى تولَّى مشيخة النَّحو في الجامعة، وقال عنه أبو حيان التوحيدي: «ابن إياز أبو التعاليل»، ومدحه ابن مكتوم بقوله: «لم اطلع له على غوامض في النحو»، وقال الفيروزآبادي: «كان ذا حفظ حسن، ثقة فيما يكتب ويقول». انتهج ابن إياز التيار البغدادي في الموازنة بين آراء نحاة البصرة والكوفة دون تعصُّب لأحدهما.  أخذ ابن إياز النَّحو عن جماعةٍ من علماء عصره، منهم تاج الدين الأرموي، وسعد بن أحمد الجذامي قرأ عليه في بغداد ونقل ابن إياز بعضاً من آراءه في شرح الفصول، وأخذ عن رضي الدين الأربلي ونقل آراءه في المحصول وكتاب المطارحة، وأخذ عن ابن القبيطي وشمس الدين الجزري الذي قرأ عليه المقامات الزينية. وبعد تولِّيه مشيخة النحو في الجامعة المستنصرية تتلمذ لديه كثير من الطلاب، نبغَ منهم ابن القواس وابن السباك الحنفي والحسن بن مطهر الحلي وقطب الدين الرومي وابن الفوطي وأبو عبد الله بن أبي قاسم. كان ابن إياز حسيباً حسن الخُلُق كما يُروى عنه، متشيعاً في مذهبه الديني، وقد ترجَمَ له آغا بزرك الطهراني في طبقات أعلام الشيعة، وهو ما أكَّده جلال الدين السيوطي حيث قال: «كان نحوياً ببغداد شيعياً». تُوفِّي ابن إياز في ليلة الخميس الثالث عشر من ذي الحجة من السنة 681 من الهجرة، بينما يذكر الفيروزآبادي أنَّ وفاته كانت في 674.

## مؤلفاته
ألّف الكتب التالية:
- «قواعد المطارحة» (مطبوع).
- «المحصول في شرح الفصول» (مطبوع، وهو شرح لألفية ابن معطي).
- «الإسعاف في علم الخلاف» (مفقود، وهو كتاب في الخلاف النحوي).
- «المآخذ على المتبع» (مفقود، ينتقد فيه كتاب أبي البقاء العكبري "المتبع في شرح اللمع").
- «ايجاز التعريف في علم التصريف» أو «شرح تصريف ابن مالك» (مطبوع، يشرح فيه كتاب ابن مالك "الضروري في التصريف").[11]
- «كلام في إعراب أبيات مشكلة في شعر المتنبي» (مفقود، ذكره صلاح الدين الصفدي في الوفيات).